# NGC 2405-2
NGC 2405-2 في الفهرس العام الجديد، هي مجرة، تقع في كوكبة التوأمان. اكتشفت .

## روابط خارجية
- NGC 2405-2 على موقع ويكي سكاي: DSS2, SDSS, GALEX, IRAS, Hydrogen α, X-Ray, Astrophoto, Sky Map, Articles and images